# Tofsguan
Tofsguan (Penelope purpurascens) är en fågel i familjen trädhöns inom ordningen hönsfåglar. Den förekommer i regnskog i Centralamerika och norra Sydamerika från Mexiko till Ecuador. Arten minskar i antal och listas som nära hotad av IUCN.

## Utseende och läte
Tofsguanen är en mycket stor, uppåt 90 cm lång, långstjärtad hönsfågel. Liksom andra guaner har den en lång och smal hals, blåaktig bar hud i ansiktet, en röd dröglapp på strupen och en kort, buskliknande tofs. Fjäderdräkten är svartbrun med grönglans på ovansidan, huvudet, halsen och bröstet, medan övergump och övre stjärttäckare är mer bronsglänsande. På halsen, undersidan och ryggen är den också vitstreckad. Lätena består av högljudda trumpetanden och gläfsande skrin.

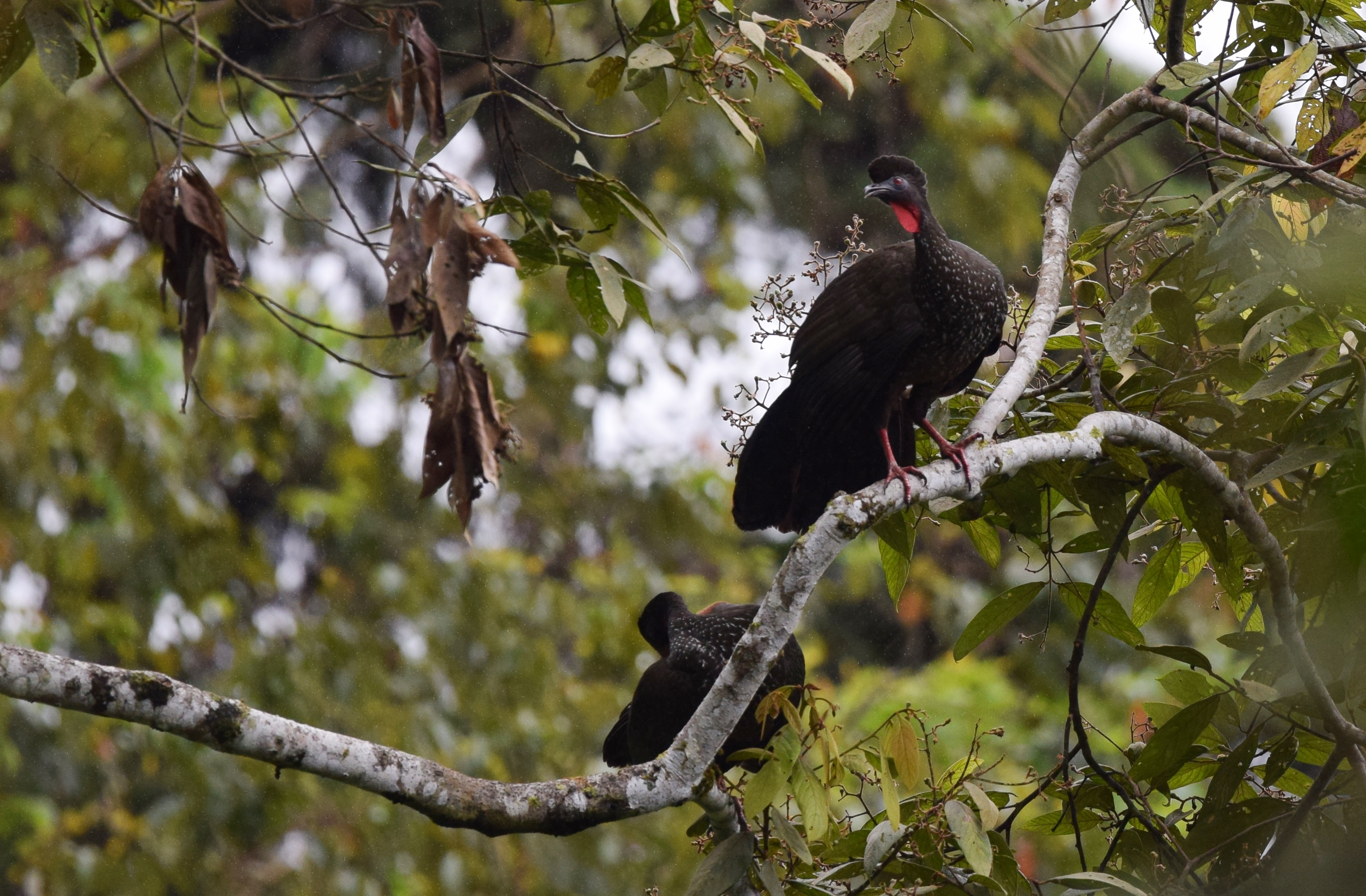

## Utbredning och systematik
Tofsguanen förekommer från Mexiko till Ecuador. Den delas in i tre underarter med följande utbredning:
- Penelope purpurascens purpurascens – förekommer i regnskogarna från Mexiko till Honduras och Nicaragua
- Penelope purpurascens aequatorialis – förekommer från södra Honduras och Nicaragua till nordvästra Colombia och sydöstra Ecuador
- Penelope purpurascens brunnescens – förekommer från norra Colombia till östra Venezuela

## Levnadssätt
Tofsguanen bebor tropiska och subtropiska skogar, vanligen inte nära människan utom vissa områden där den är skyddad från jakttryck. Den ses ofta i par och smågrupper sittande högt uppe i träden eller flygande genom trädtaket.

## Status och hot
Arten har ett stort utbredningsområde, men tros minska i antal, dock inte tillräckligt kraftigt för att den ska betraktas som hotad. Internationella naturvårdsunionen IUCN listar arten som nära hotad (LC). Beståndet uppskattas till i storleksordningen 50 000 till en halv miljon vuxna individer.